# François-Adolphe de Bourqueney
François-Adolphe de Bourqueney (Parijs, 7 januari 1799 – aldaar, 26 december 1869) was een Frans diplomaat en politicus ten tijde van het Tweede Franse Keizerrijk.

## Biografie
Hij was achtereenvolgend de Franse zaakgelastigde in Londen (Verenigd Koninkrijk van Groot-Brittannië en Ierland), ambassadeur in Istanboel (Ottomaanse Rijk) van 1841 tot 1848 en in Wenen (Keizerrijk Oostenrijk) van februari 1853 tot november 1859.

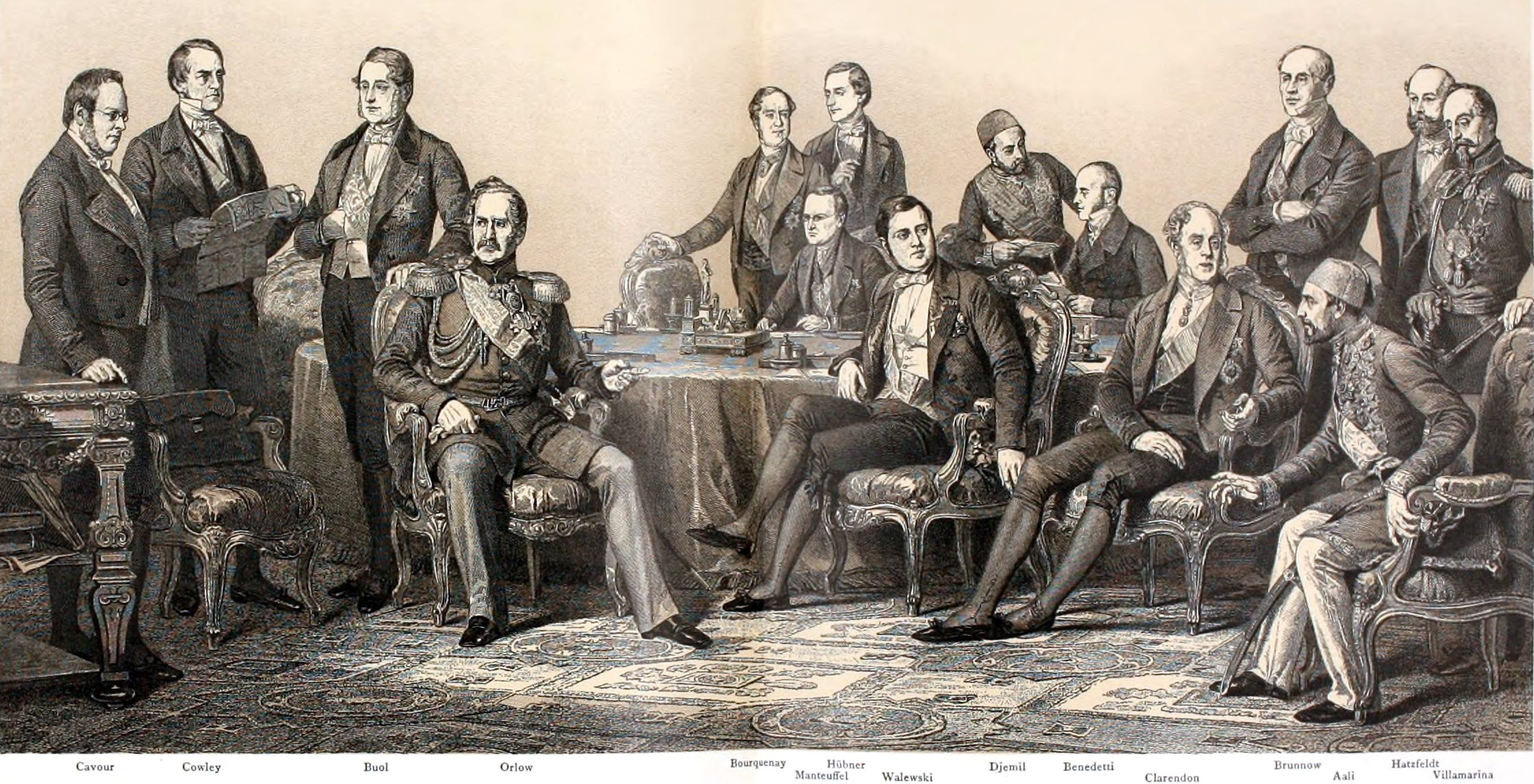
De onderhandelaars van het Congres van Parijs in 1856. François-Adolphe de Bourqueney staat centraal, met zijn rechterarm leunend op een stoel.

Samen met minister Alexandre Colonna-Walewski vertegenwoordigde hij in 1856 Frankrijk op het Congres van Parijs, het congres dat het einde bezegelde van de Krimoorlog, een oorlog waarin ook Frankrijk was betrokken. Bourqueney was tevens de Franse onderhandelaar bij het Verdrag van Zürich in 1859, dat een einde maakte aan de Tweede Italiaanse Onafhankelijkheidsoorlog die tegen de Oostenrijkers werd uitgevochten in de periode dat hij de Franse ambassadeur in Wenen was.
Op 31 maart 1856 benoemde keizer Napoleon III hem tot senator. Hij zou zetelen in de Senaat tot aan zijn overlijden in 1869.
Hij werd onderscheiden met het grootkruis in het Legioen van Eer.
- Bibliothèque nationale de France: cb14467299s (data)
- Gemeinsame Normdatei: 123050707
- International Standard Name Identifier: 0000 0000 8392 1622
- Library of Congress Control Number: n00038518
- Base Léonore: LH//333/53
- Nederlandse Thesaurus van Auteursnamen: 243556128
- Système universitaire de documentation: 099124483
- Virtual International Authority File: 69825900
- WorldCat: E39PBJm4WPWbWFT9rVw7QR8cT3